# Route nationale 99 (Suède)
Pour les articles homonymes, voir Route nationale 99.
La route nationale 99 (suédois : Riksväg 99) est une route nationale située dans le comté de Norrbotten au nord de la Suède.

## Présentation
La route longue de 360 km mène de Haparanda à Karesuando.
Sur toute sa longueur, la route suit la frontière entre la Finlande et la Suède en longeant les rivières Torne et Muonio.
Autour de Pajala, la route s'écarte d'environ 15 km de la rivière frontalière, sinon la route passe principalement à moins de 1 km de la frontière.
La route fait partie de la route des aurores boréales.

## Tracé
| Km     | Lieu               | Carte interactive |
| ------ | ------------------ | ----------------- |
| 0 km   | Karesuando         |                   |
|        | Kuttainen          |                   |
|        | Muodoslompolo (sv) |                   |
|        | Kitkiöjärvi (sv)   |                   |
|        | Pajala             |                   |
|        | Pello (sv)         |                   |
|        | Svanstein          |                   |
|        | Juoksengi          |                   |
|        | Övertorneå         |                   |
|        | Hedenäset          |                   |
|        | Karungi (sv)       |                   |
| 360 km | Haparanda          |                   |